# 史密斯灣 (維多利亞地)
史密斯灣（英語：Smith Inlet），是南極洲的海灣，位於維多利亞地的彭內爾海岸，處於穆爾角和奧克利角之間，寬6公里，在1841年由詹姆斯·克拉克·羅斯發現，現時由南極條約體系管理。

## 外部連結
- 本条目引用的公有领域材料来自美国地质调查局的文档《Smith Inlet》 （資料來自地名信息系统）。

70°59′S 167°52′E / 70.983°S 167.867°E